# Duban (cráter)
Duban es un cráter en el hemisferio norte de Encélado, una luna de Saturno. Duban se observó por primera vez en imágenes de la Voyager 2, aunque también se ha visto en imágenes de Cassini de mucha mayor resolución. Se encuentra en 58.38° N 282.91° O y tiene 19 kilómetros de diámetro. En la imagen de Cassini, se observa evidencia de una importante deformación tectónica a lo largo del borde noroeste del cráter. Duban recibe su nombre del sabio que curó al rey Yunan de la lepra en Las mil y una noches.